# Love ’Em All
«Love ’Em All» (с англ. — «Love») — песня американской певицы K. Michelle, вышедшая 16 сентября 2014 года на лейбле Atlantic Records в качестве ведущего сингла из её второго студийного альбома Anybody Wanna Buy a Heart? (2014). Слова песни «Love 'Em All» были написаны Мишель и Бьянкой Аттерберри, а музыку создали Брэндон Ходж, Лил Ронни и Shea Taylor. Тейлор выступил сопродюсером сингла вместе с Лил Ронни и B.A.M. Это поп-рок и R&B-баллада, её текст посвящён сексуальности и женщине, стремящейся к многочисленным отношениям. Мишель сказала, что «Love ’Em All» — это ответ на сингл Криса Брауна 2013 года «Loyal».
Критики положительно отозвались о «Love ’Em All», и он занял 26 и 35 места в чартах R&B/Hip-Hop Airplay и Hot R&B/Hip-Hop Songs Billboard соответственно. В сопроводительном видео, выпущенном 3 ноября 2014 года, Мишель танцует со стулом и поёт на троне. Мишель также продвигала «Love 'Em All» во время живых выступлений. Atlantic также выпустила ремиксы на сингл, в том числе один с участием американского рэпера Jeezy.

## Запись и релиз
Песня «Love ’Em All» была написана Кимберли Мишель Пейт и Бьянкой Аттерберри. Музыку создали Брэндон «B.A.M.» Ходж, Лил Ронни и Shea Taylor. Тейлор выступил сопродюсером сингла вместе с Лил Ронни и B.A.M. и сыграл на инструментах. Аттерберри спродюсировала вокал песни, который записал C Travis Kr8ts. Atlantic Records выпустила «Love ’Em All» 16 сентября 2014 года в качестве лид-сингла со второго студийного альбома Мишель Anybody Wanna Buy a Heart? (2014). Перед выходом песни Мишель провела прямую трансляцию в Google Chat. Описав свой дебютный альбом Rebellious Soul (2013) как «прославленный микстейп» из-за своего «злого и агрессивного» подхода, Мишель сказала, что записала «Love ’Em All», чтобы получить «новую вибрацию» и действовать «инновационно и прогрессивно». Перед выходом песни она выложила превью на своём аккаунте в Instagram.
Ремикс с дополнительным куплетом от Jeezy был опубликован на SoundCloud. Кевин Годдард из HotNewHipHop описал ремикс как «добавление хип-хоп вкуса к гранжевой любовной балладе», и написал, что Jeezy читал рэп с «хвастливыми рифмами и ловкими аналогиями для улиц». Ремикс не был включён в альбом. 10 марта 2015 года дополнительные ремиксы от Redondo и Toyboy & Robin были доступны на Apple Music.

## Композиция
«Love ’Em All» — это поп-рок и R&B-баллада, которая длится четыре минуты и пять секунд. Инструментальная часть включает в себя «колотящие барабаны», а Эмили Тан из The Boombox интерпретировала композицию как содержащую «драйвовый бит». Алекс Найдус из BuzzFeed определил вокал Мишель как «дерзкий [и] плаксивый». Лирика, в которой речь идёт о сексуальности и «игре на поле», «Love 'Em All» является ответом на сингл Криса Брауна 2013 года «Loyal». Мишель сказала, что сингл был основан на строчке «эти сучки не верны», и объяснила, что хотела сделать «запись, которая в основном говорит о том, что большинство женщин делают, но не говорят».

## Отзывы
Песня «Love 'Em All» получила в основном положительные отзывы от музыкальных критиков. Майк Васс из Idolator оценил его как «убийственный лид-сингл», а Энди Келлман из AllMusic назвал его одним из главных моментов альбома. Кевин Апаза из Direct Lyrics считает, что сингл будет успешен на ритм-радио, и оценил его как «гимн для многих женщин». Майкл Арсено из Vibe оценил сингл, а также альбомный трек «Judge Me» как «лучшее знакомство с Мишель 2014 года». Алекс Найдус и DJ JusMusic из Singersroom включили «Love 'Em All» в свои списки лучших R&B-релизов 2014 года. В более негативной рецензии Девон Джонс из PopMatters оценил песню как «достаточно хорошую, несмотря на скучный текст». Хотя, по его мнению, её начало создаёт ожидание «красивой рок-баллады», Джонс написал, что она «просто становится ещё одной типичной R&B-песней, которая не является „автокатастрофой“». В коммерческом плане «Love 'Em All» достигла 26 и 35 места в чартах R&B/Hip-Hop Airplay и Hot R&B/Hip-Hop Songs Billboard соответственно.

## Музыкальное видео и продвижение
3 ноября 2014 года на канале VH1 дебютировал сопровождающий сингл музыкальный клип. Он был показан после дебюта реалити-шоу Мишель K. Michelle: My Life. В тот же день он был выложен на YouTube-аккаунте певицы. Одетая в сверкающий купальник, Мишель танцует со стулом; она появляется вместе с группой бэк-танцоров в комнате, полной чёрных манекенов. Певица также поёт, сидя на троне. Автор журнала Rap-Up назвал клип «её самым яростным видео». Сравнив хореографию Мишель с хореографией в клипе Бритни Спирс на её сингл 2000 года «Stronger», Кевин Апаза положительно отозвался о «сексуальной трактовке» клипа. По состоянию на 2 февраля 2015 года клип набрал более 7 миллионов просмотров на YouTube.
Мишель также продвигала песню «Love 'Em All» во время живых выступлений. 12 декабря 2014 года она исполнила её на Big Morning Buzz Live. Рахшида Али положительно отозвалась о выступлении Мишель, написав, что она «звучала потрясающе». Она исполнила «Love 'Em All» в рамках своего тура 2015 года My Twisted Mind Tour. Песня также была включена в сетлист её тура 2016 года Hello Kimberly Tour. Джои Герра из Houston Chronicle назвал её выступление «ранней изюминкой» шоу и описал его как «потрясающее проявление самообладания и силы».

## Чарты

### Еженедельные чарты
| Чарт (2015)                                    | Высшая позиция |
| ---------------------------------------------- | -------------- |
| США (Billboard Bubbling Under Hot 100 Singles) | 15             |
| США (Hot R&B/Hip-Hop Songs, Billboard)         | 35             |
| США (R&B/Hip-Hop Airplay, Billboard)           | 26             |